# Carlo Papini
Carlo Papini (Genova, 25 febbraio 1933 – Genova, 6 febbraio 2020) è stato un editore italiano.
Fu direttore della casa editrice Claudiana dal 1965 al 1998.

## Studi
Nel 1957 si laureò con il massimo dei voti in giurisprudenza all'Università di Genova con una tesi sul diritto matrimoniale anglosassone. Nel 2002 la Facoltà valdese di teologia gli conferì la laurea honoris causa in Teologia.

## Attività professionale
Dal 1º gennaio 1965 al 28 febbraio 1998 diresse la casa editrice Claudiana di Torino dando un notevole sviluppo all'attività editoriale. Ampliò anche la parte commerciale, siglando accordi di distribuzione a livello nazionale e aprendo una nuova libreria Claudiana a Milano.

## Pubblicazioni
Oltre a vari articoli di carattere storico, in particolare sul Bollettino della Società di studi valdesi, pubblicò presso la Claudiana:
- L'eredità del Valdismo medievale, con Franco Giampiccoli, 1974
- Come vivevano I. Val Pellice, Valli d'Angrogna e di Luserna, 1980
- Come vivevano II. Pinerolo, Val Chisone e Germanasca, 1981
- Sindone, un mistero che si svela, 1982
- Sindone: una sfida alla scienza e alla fede, 1998
- Valdo di Lione e i poveri nello spirito. Il primo secolo del movimento valdese. 1170-1270, 2002
- La nobile lezione, l'antico poemetto dei Valdesi alpini, 2003
- Il processo di G. Varaglia e la Riforma in Piemonte, 2003
- Introduzione a Emilio Comba, Claudio di Torino, 2004
- Introduzione il saggio Il "grande scisma", Giovani XXIII e il problema della legittimità in Amedeo Molnár, Jan Hus, 2004
- Claudiana (1855-2005). 150 anni di presenza evangelica nella cultura italiana, con Giorgio Tourn, 2005
- Claudiana (1855-2005). Catalogo storico, con Sara Tourn, 2005
- Pietro a Roma, con Giovani Miegge, 2006
- Da vescovo di Roma a sovrano del mondo. L'irresistibile ascesa del papa romano al potere assoluto, 2009